# جیمز فاکس
 جیمز فاکس (انگلیسی: James Fox؛ زادهٔ ۱۹ مهٔ ۱۹۳۹) بازیگر اهل بریتانیا است.
از فیلم‌ها یا برنامه‌های تلویزیونی که وی در آن نقش داشته است، می‌توان به شرلوک هولمز، چارلی و کارخانه شکلات‌سازی، ایزادورا، بازمانده روز، آنا کارنینا، گذرگاهی به هند، شاهزاده و من، بازی پاتریوت، کوئین توانا، دبلیو ای، خانه روسی، میکی زاغه، مرگ در بهشت، فصل بالا و مارگارت اشاره کرد.